# Ivanje selo
Ivanje selo este o localitate din comuna Cerknica, Slovenia, cu o populație de 231 de locuitori.